# Attis (cràter)
Attis és un cràter sobre la superfície del planeta nan Ceres, situat amb el sistema de coordenades planetocèntriques a -71.72 ° de latitud nord i 261.66 ° de longitud est. Fa un diàmetre de 22 km. El nom va ser fet oficial per la UAI el 15 d'octubre del 2015 i fa referència a Atis, divinitat de la vegetació i fertilitat de la mitologia grega.